# Bunyip (Australia)
Bunyip – miasto w Australii, w stanie Wiktoria.